# Д
Das De (Д und д) ist ein kyrillischer Buchstabe, der üblicherweise für das Phonem [d], den stimmhaften alveolaren Plosiv verwendet wird, abgesehen vom Wortende, wo er sich infolge der Auslautverhärtung zu [t] wandelt, sowie vor einem palatalisierenden Vokal, wo er als /dʲ/ ausgesprochen wird.
Es ist direkt vom griechischen Delta abgeleitet; der bedeutendste Unterschied besteht darin, dass es noch zwei kleine „Füßchen“ unterhalb der Grundlinie hat. Wie das El hat es zwei graphische Varianten: eine, bei der seine Spitze quadratisch ist und eine, bei der sie spitz ist (wie beim Delta).

Handschriftliche Variante

In Handschriften existiert eine eigene Form des Buchstabens, die wie ein lateinisches großes D aussieht, was wohl daran liegt, dass sich der im Druck verwendete Großbuchstabe nicht schnell genug schreiben lässt. Der Kleinbuchstabe sieht dagegen eher aus wie ein kleines g, das durch seine Spitze mit dem nächsten Buchstaben verbunden wird. Außerdem hat der Kleinbuchstabe eine eigene kursive Form, die wiederum einem kleinen lateinischen d ähnelt, bzw. identisch ist mit dem abgerundeten {\displaystyle \partial } in partiellen Ableitungen.

## Zeichenkodierung
| Standard  | Standard    | Majuskel Д                 | Minuskel д               |
| --------- | ----------- | -------------------------- | ------------------------ |
| Unicode   | Codepoint   | U+0414                     | U+0434                   |
| Unicode   | Name        | CYRILLIC CAPITAL LETTER DE | CYRILLIC SMALL LETTER DE |
| UTF-8     | UTF-8       | D0 94                      | D0 B4                    |
| XML/XHTML | dezimal     | &#1044;                    | &#1076;                  |
| XML/XHTML | hexadezimal | &#x0414;                   | &#x0434;                 |